# Championnats du Liban de cyclisme sur route
Les championnats du Liban de cyclisme sur route sont les championnats nationaux de cyclisme sur route organisés par la Fédération du Liban de cyclisme.

## Hommes

### Podiums de la course en ligne
| Année | Vainqueur                          | Deuxième                           | Troisième                          |
| ----- | ---------------------------------- | ---------------------------------- | ---------------------------------- |
| 2007  | Salah Ribah                        | Zaher El Hage                      | Haig Melikian                      |
| 2008  | Pas organisé ou résultats inconnus | Pas organisé ou résultats inconnus | Pas organisé ou résultats inconnus |
| 2009  | Zaher El Hage                      | Abdullah Arab                      | Samir Lian                         |
| 2010  | Zaher El Hage                      |                                    |                                    |
| 2011  | Salah Ribah                        | Zaher El Hage                      | Ahmed Murad                        |
| 2012  | Nabil Tabbal                       | Zaher El Hage                      | Youssef Nader                      |
| 2013  | Hassan Al Hajj                     | Ahmad Mourad                       | Salah Ribah                        |
| 2014  | Zaher El Hage                      | Hassan El Hajj                     | Salah Ribah                        |
| 2015  | Elias Abou Rachid                  | Zaher El Hage                      | Youssef Nader                      |
| 2016  | Elias Abou Rachid                  | Zaher El Hage                      | Roy Roukoz                         |
| 2017  | Elias Abou Rachid                  | Abdallah Al Err                    | Salah Ribah                        |
| 2018  | Elias Abou Rachid                  | Hovsep Kanlejian                   | Abdallah Al Err                    |
| 2019  | Gilbert Hannouche                  | Zaher El Hage                      | Jihad Al-Ahmad                     |
| 2020  | Pas organisé                       | Pas organisé                       | Pas organisé                       |
| 2021  | Gilbert Hannouche                  | Jihad Al-Ahmad                     | Abdallah Salloum                   |
| 2022  | Gilbert Hannouche                  | Othman Adra                        | Abdel Azez Almane                  |
| 2023  | Gilbert Hannouche                  | Abdel Azez Almane                  | Abdallah Salloum                   |
| 2024  | Georges Iskandar                   | Jihad Al Ahmad                     | Abdel Azez Almane                  |
| 2025  | Nafed Kamel Eddine                 | Gilbert Hannouche                  | Jihad Al Ahmad                     |

Multi-titrés
- 4 : Gilbert Hannouche, Elias Abou Rachid
- 3 : Zaher El Hage
- 2 : Salah Ribah

### Podiums du contre-la-montre
| Année     | Vainqueur                          | Deuxième                           | Troisième                          |
| --------- | ---------------------------------- | ---------------------------------- | ---------------------------------- |
| 2007      | Kevork Altounian                   | Zaher El Hage                      | Samir Lian                         |
| 2008      | Zaher El Hage                      | Haig Melikian                      | Garo Kelechian                     |
| 2009      | Zaher El Hage                      | Samir Lian                         | Abdullah Arab                      |
| 2010-2012 | Pas organisé ou résultats inconnus | Pas organisé ou résultats inconnus | Pas organisé ou résultats inconnus |
| 2013      | Salah Ribah                        | Hassan Al Hajj                     | Zaher El Hage                      |
| 2014      | Elias Abou Rachid                  | Khalil El Asmar                    | Kevork Altounian                   |
| 2015      | Elias Abou Rachid                  | Kevork Altounian                   | Zaher El Hage                      |
| 2016      | Kevork Altounian                   | Elias Abou Rachid                  | Ramzy Yazbek                       |
| 2017      | Abdallah Al Err                    | Kevork Altounian                   | Salah Ribah                        |
| 2018      | Abdallah Al Err                    | Salah Ribah                        | Kevork Altounian                   |
| 2019      | Georges Wadih                      | Jihad Al Ahmad                     | Hagop Kechicha                     |
| 2020      | Pas organisé                       | Pas organisé                       | Pas organisé                       |
| 2021      | Karim Chehade                      | Jihad Al Ahmad                     | Ali Al Zoubi                       |
| 2023      | Nizar Elkadi                       | Karim Chehade                      | Ali Al Zoubi                       |
| 2024      | Jihad Al Ahmad                     | Tony Al Hage                       | Ali Al Zoubi                       |
| 2025      | Gilbert Hannouche                  | Nafez Kamaleddine                  | Abdel Azez Almane                  |

Multi-titrés
- 2 : Zaher El Hage, Elias Abou Rachid, Kevork Altounian, Abdallah Al Err

## Femmes

### Podiums de la course en ligne
| Année | Vainqueur   | Deuxième       | Troisième      |
| ----- | ----------- | -------------- | -------------- |
| 2006  | Lina Rahme  | Marianne Karam | Nancy Nicolas  |
| 2025  | Tamara Zain | Ramona Khalife | Fatima Rasslan |

### Podiums du contre-la-montre
| Année | Vainqueur  | Deuxième      | Troisième |
| ----- | ---------- | ------------- | --------- |
| 2006  | Lina Rahme | Nancy Nicolas |           |

## Juniors Hommes

### Podiums de la course en ligne
| Année | Vainqueur        | Deuxième         | Troisième       |
| ----- | ---------------- | ---------------- | --------------- |
| 2015  | Makram Matta     | Youssof Mrad     | Pegor Yacoubian |
| 2016  | Youssof Mrad     | Makram Matta     | Marc Chamieh    |
| 2017  | Oussama Al Ahdab | Hovsep Kanlejian | Hady Baalbaky   |

### Podiums du contre-la-montre
| Année | Vainqueur        | Deuxième      | Troisième         |
| ----- | ---------------- | ------------- | ----------------- |
| 2015  | Youssof Mrad     | Makram Matta  | Hagop Matoyan     |
| 2016  | Makram Matta     | Youssof Mrad  | Garan Arabkirlian |
| 2017  | Hovsep Kanlejian | Hady Baalbaky | Carl Demerjian    |